# Punta Fetita
La Punta Fetita (Pointe-Fetita in francese) è una montagna di 2.623 m s.l.m. della Catena Grande Rochère-Grand Golliaz nelle Alpi Pennine. Si trova in Valle d'Aosta. A volte compare nella cartografica con il nome di punta Falita.

## Descrizione

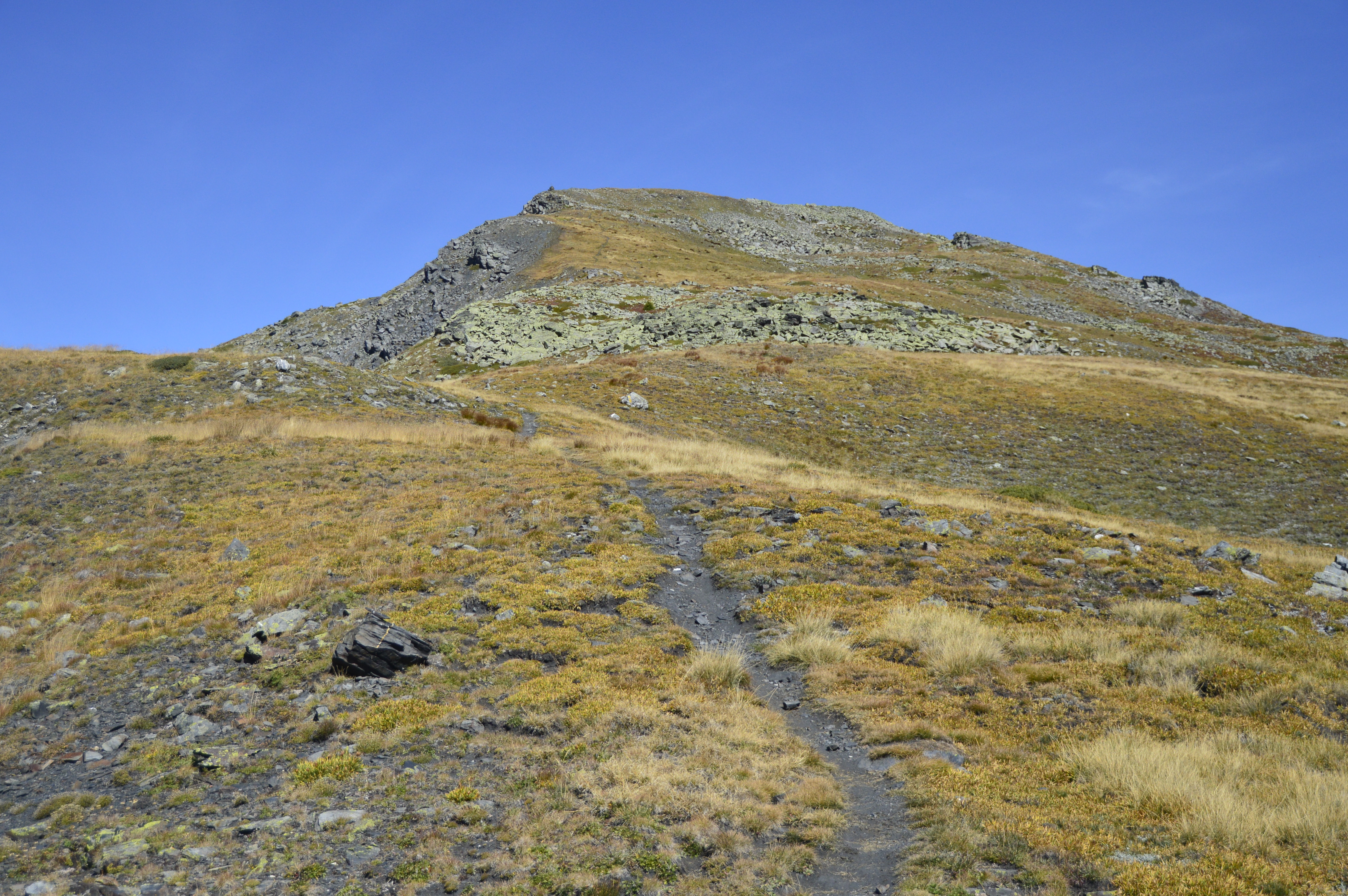
Punta Fetita in estate

La Punta Fetita appartiene al lungo costolone che, partendo dalla Tête-de-Sereina, divide il Vallon de Planaval (a ovest) dalla comba di Vertosan, due brevi vallate direttamente tributarie della Dora Baltea. Verso nord il Col-Fetita (2.157 m) la collega con la Tête des Fra (2.818 m), mentre a sud il Col-de-Bard (2.165 m) la collega con la Court de Bard.
Poco a sud del punto culminante sorge un grosso ometto di pietrame sormontato da una rustica croce di legno. Amministrativamente la montagna si trova sul confine tra i comuni di La Salle e di Avise.

## Accesso alla vetta

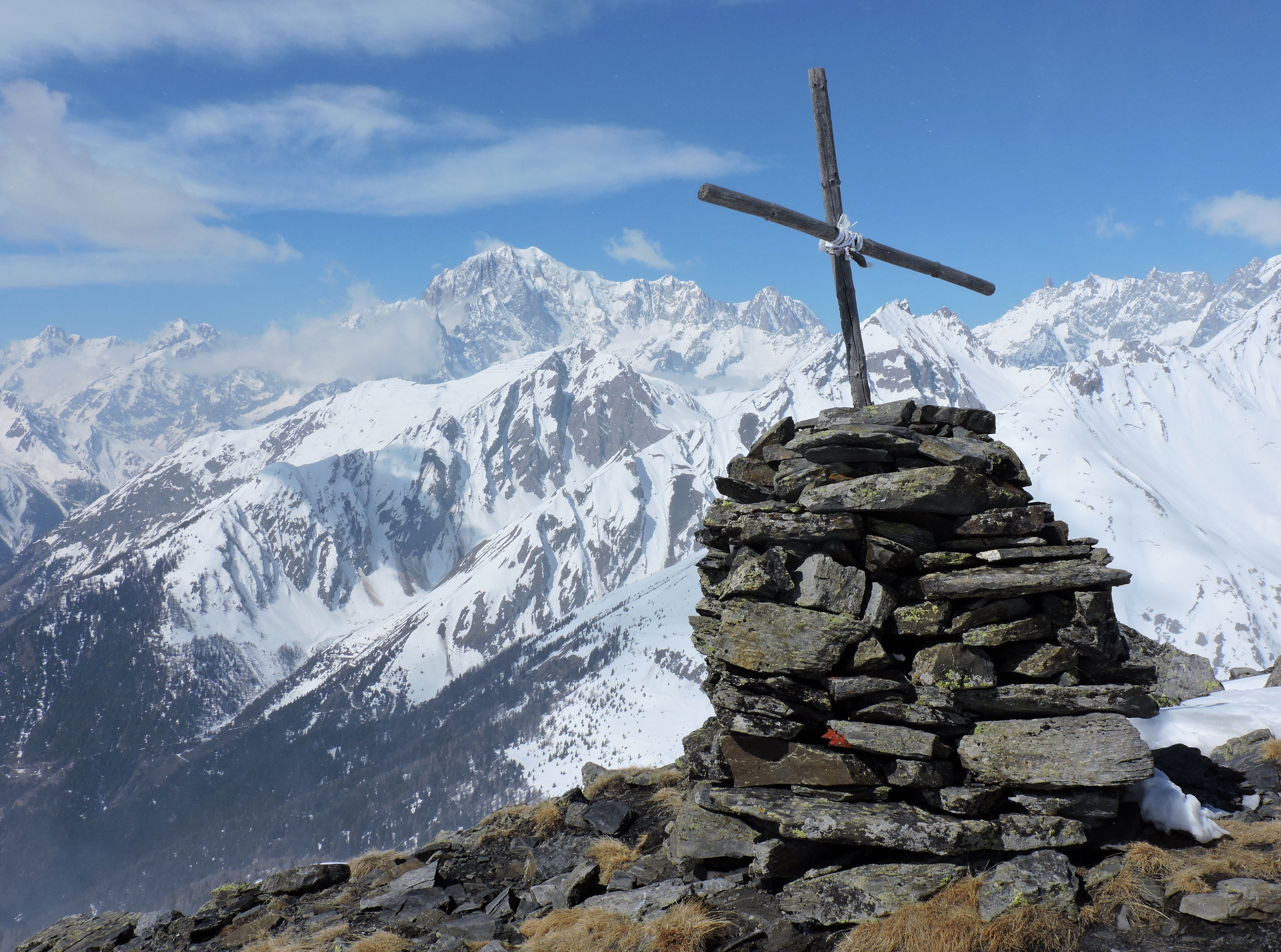
L'ometto e la croce di vetta e, sullo sfondo, il Monte Bianco.

È possibile salire sulla vetta in circa tre ore di cammino per un sentiero che parte da Challancin, una frazione di La Salle situata a 1.610 metri di quota e raggiungibile per strada asfaltata. La salita è valutata di una difficoltà escursionistica E.
Più che come meta estiva la punta Fetita è però nota come meta scialpinistica. È anche parecchio frequentata d'inverno dagli escursionisti con le racchette da neve.
Dalla vetta si gode di un ottimo panorama sulle montagne circostanti e, in particolare, sul vicino Massiccio del Monte Bianco.

## Note

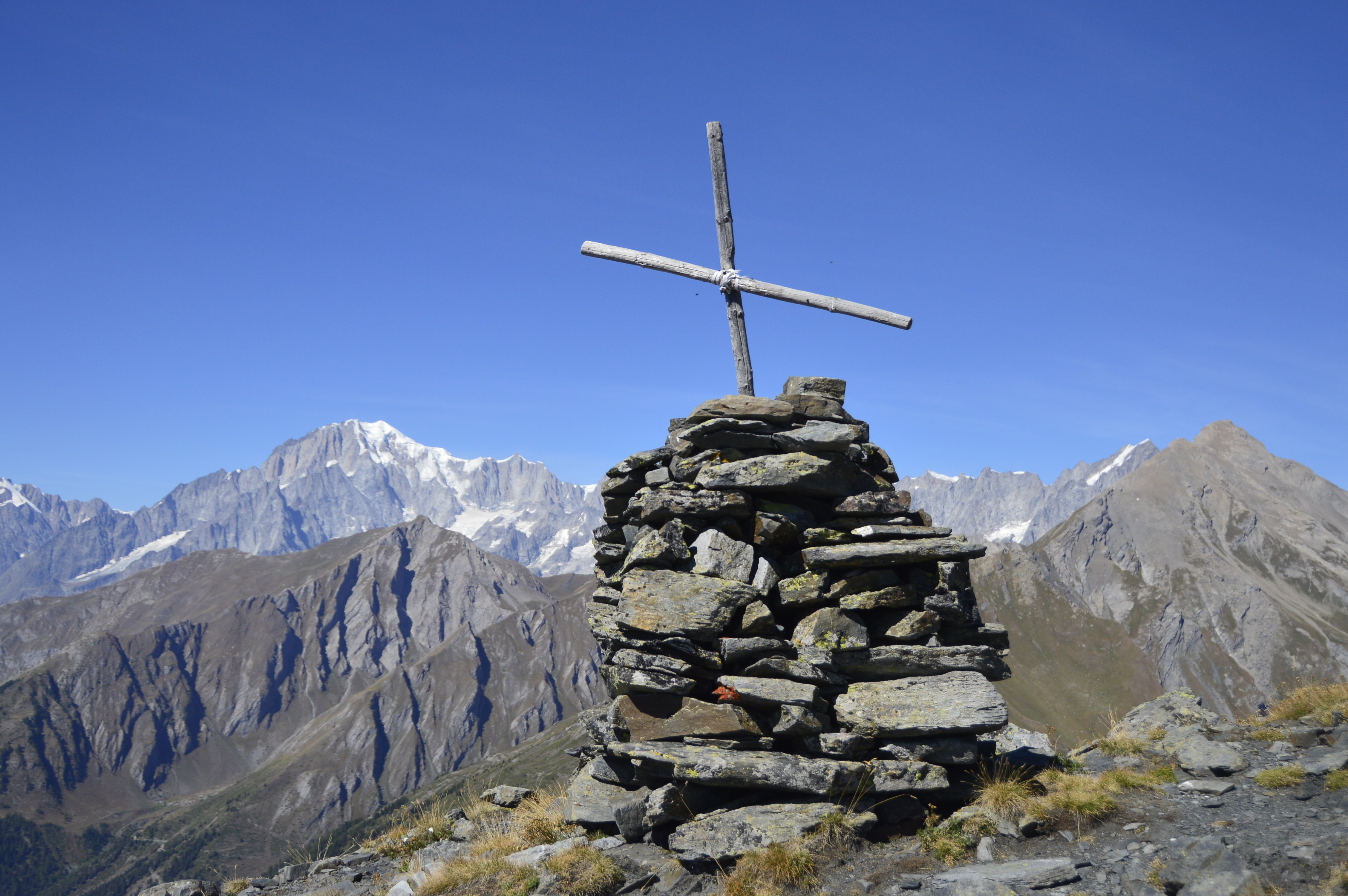
Vetta della punta Fetita